# Özgür Çevik

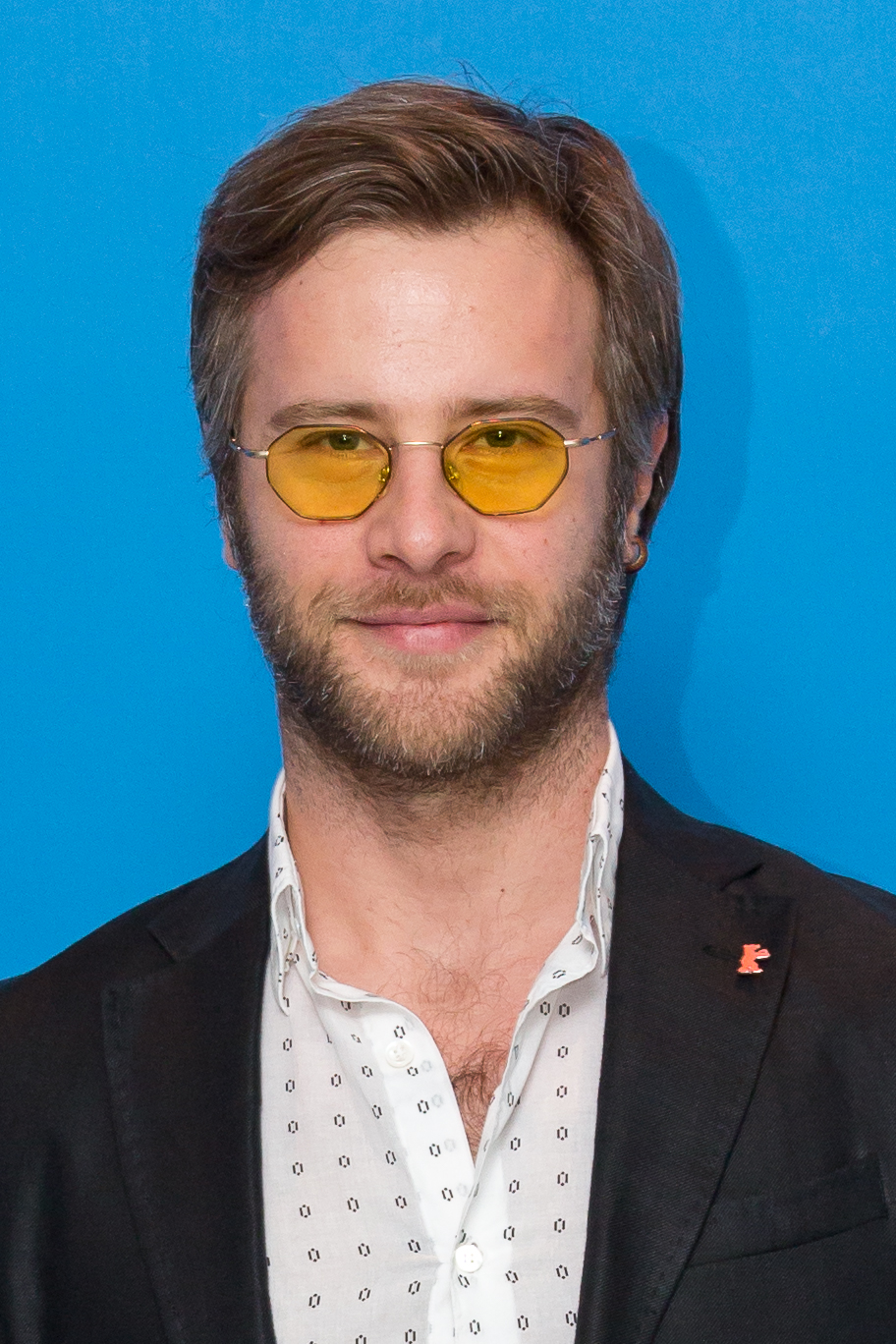
Özgür Çevik, 2017

Özgür Çevik (* 27. Mai 1981 in Ankara) ist ein türkischer Filmschauspieler und Sänger.

## Leben und Karriere
Çevik wurde am 27. Mai 1981 in Ankara geboren. Er ist Sohn eines Soldaten und einer Polizistin. Çevik studierte an der Universität Istanbul. Danach setzte er sein Studium an der Beykent Üniversitesi fort. 
Sein Debüt gab er 2004 in der Fernsehserie Yabancı Damat. 2008 brachte er sein Album Düş-ün-ce raus. Seinen Durchbruch hatte er 2015 in der Serie Kırgın Çiçekler. Anschließend war Çevik 2021 in Sen Ben Lenin zu sehen. Unter anderem wurde er 2023 für die Serie Alparslan: Büyük Selçuklu gecastet.

## Filmografie (Auswahl)
Filme
- 2006: Küçük Kıyamet
- 2009: Vali

Serien
- 2004–2007: Yabancı Damat
- 2008: Kavak Yelleri
- 2008: Avrupa Yakası
- 2008: Gece Sesleri
- 2009–2010: Balkan Düğünü
- 2012: Leyla ile Mecnun
- 2015–2018: Kırgın Çiçekler
- 2021: Yeşilçam
- 2023: Alparslan: Büyük Selçuklu

## Diskografie

### Alben
- 2008: Düşünce

### Singles
- 2008: Bize Kalanlar
- 2008: Farketmeden
- 2019: Su Yeşili (mit Ceren Gündoğdu & Ercüment Gül)
- 2020: Affedebilsem Kendimi (mit Aydın Sarman)
- 2020: Masallardan Geriye Kalan (mit Aydın Sarman)
- 2021: Tutsak (mit Ceren Gündoğdu)